# Igrzyska Azjatyckie 1970
6. Igrzyska Azjatyckie – międzynarodowe zawody sportowe, które odbyły się między 24 sierpnia, a 4 września 1970 w stolicy Tajlandii, Bangkoku. Pierwotnie igrzyska miały odbyć się w Seulu. Korea Południowa zrezygnowała jednak z organizacji tej imprezy z powodów finansowych, oraz względów bezpieczeństwa, spowodowanych napiętą sytuacją z sąsiednią Koreą Północną. W imprezie wystartowało 2400 zawodników z 18. krajów. Rywalizowali oni w 13 dyscyplinach. W zawodach – pierwszy raz w historii – pojawiły się zawody żeglarskie.

## Uczestnicy igrzysk
| - Birma - Cejlon - Filipiny - Hongkong - Indonezja - Indie - Iran - Izrael - Japonia | - Korea Południowa - Malezja - Nepal - Pakistan - Republika Chińska - Republika Khmerów - Singapur - Tajlandia - Wietnam Południowy |

## Konkurencje na IA 1970
- Lekkoatletyka
- Badminton
- Kolarstwo
- Koszykówka
- Boks
- Piłka nożna
- Hokej na trawie
- Żeglarstwo
- Strzelectwo
- Pływanie
- Siatkówka
- Podnoszenie ciężarów
- Zapasy

## Klasyfikacja medalowa
| Klasyfikacja medalowa | Klasyfikacja medalowa | Klasyfikacja medalowa | Klasyfikacja medalowa | Klasyfikacja medalowa | Klasyfikacja medalowa |
| --------------------- | --------------------- | --------------------- | --------------------- | --------------------- | --------------------- |
| Miejsce               | Kraj                  | Złoto                 | Srebro                | Brąz                  | Razem                 |
| 1                     | Japonia               | 74                    | 47                    | 23                    | 144                   |
| 2                     | Korea Południowa      | 18                    | 13                    | 23                    | 54                    |
| 3                     | Tajlandia             | 9                     | 17                    | 13                    | 39                    |
| 4                     | Indonezja             | 9                     | 7                     | 7                     | 23                    |
| 5                     | Indie                 | 6                     | 9                     | 10                    | 25                    |
| 6                     | Izrael                | 6                     | 6                     | 5                     | 17                    |
| 7                     | Malezja               | 5                     | 1                     | 7                     | 13                    |
| 8                     | Birma                 | 3                     | 2                     | 7                     | 12                    |
| 9                     | Iran                  | 2                     | 5                     | 17                    | 24                    |
| 10                    | Cejlon                | 2                     | 2                     | 0                     | 4                     |
| 11                    | Filipiny              | 1                     | 9                     | 12                    | 22                    |
| 12                    | Republika Chińska     | 1                     | 5                     | 12                    | 18                    |
| 13                    | Pakistan              | 1                     | 2                     | 7                     | 10                    |
| 14                    | Singapur              | 0                     | 6                     | 9                     | 15                    |
| 15                    | Republika Khmerów     | 0                     | 2                     | 3                     | 5                     |
| 16                    | Wietnam Południowy    | 0                     | 0                     | 2                     | 2                     |
| Suma                  | Suma                  | 137                   | 133                   | 157                   | 427                   |